# Wróżenie z ręki
Wróżenie z ręki (Cyganka wróżąca) – obraz namalowany w 1595 r. przez włoskiego artystę barokowego Caravaggia.
Znane są dwie wersje tego obrazu: obecnie jedna znajduje się w paryskim Luwrze, druga w Pinacoteca Capitolina w Rzymie.
Wróżenie z ręki jest pierwszym grupowym obrazem Caravaggia i przedstawia młodego człowieka wpatrującego się zakochanym wzrokiem w Cygankę, podczas gdy ona ukradkiem zdejmuje pierścionek z jego palca. Pięknie ubrana Cyganka nie ma nic wspólnego z brudem szynków i ulicy. Zwraca uwagę częsta u Caravaggia delikatna koronka wokół jej szyi. Młodzieniec ma na sobie strój bogaty i wyszukany. Na twarzy dziewczyny igra światło, przywołując atmosferą omamienia i oczarowania z commedia dell’arte.